# Plancher basal

Schéma de la structure interne d'une corallite.

Le plancher basal est, chez les coraux durs, une lame calcaire horizontale formée par le disque basal du polype.

## Description
L'endothèque est fait d'aragonite, un cristal de carbonate de calcium, comme le reste du coenostéum, l'exosquelette du corail dur.